# William DuBose
William DuBose (* um 1786 in St. Stephen, Berkeley County, South Carolina; † zwischen August 1854 und März 1855 in South Carolina) war ein US-amerikanischer Politiker. Zwischen 1836 und 1838 war er Vizegouverneur des Bundesstaates South Carolina.

## Werdegang
William DuBose absolvierte die Rogers School in Newport (Rhode Island). Im Jahr 1807 graduierte er am Yale College. Nach einem anschließenden Jurastudium und seiner 1811 erfolgten Zulassung als Rechtsanwalt begann er in South Carolina in diesem Beruf zu arbeiten. Außerdem war er ein erfolgreicher Pflanzer auf seiner Bluford Plantation. In South Carolina bekleidete er mehrere öffentliche Ämter. Er war unter anderem Friedensrichter und Beauftragter für die öffentlichen Schulen. Außerdem war er Staatsbeauftragter für das Straßenwesen und für öffentliche Gebäude. Zwischen 1808 und 1810 saß er als Abgeordneter im Repräsentantenhaus von South Carolina; von 1825 bis 1836 gehörte er dem Staatssenat an. Er war Mitglied der 1828 gegründeten Demokratischen Partei. Im Jahr 1832 war er einer von deren Wahlmännern bei den Präsidentschaftswahlen. In den Jahren 1832 und 1833 gehörte er während der Nullifikationskrise dem Staatskonvent an, der über das weitere Vorgehen in dieser Krise beriet.
1838 wurde DuBose von der South Carolina General Assembly an der Seite von Pierce Mason Butler zum Vizegouverneur seines Staates gewählt. Dieses Amt bekleidete er zwischen dem 10. Dezember 1836 und dem 7. Dezember 1838. Dabei war er Stellvertreter des Gouverneurs. Er starb zwischen dem 31. August 1854 und dem 10. März 1855 in South Carolina.